# 岩井美樹 (声優)
岩井 美樹（いわい みき、1月4日 - ）は、日本の女性声優、ナレーター。以前はNTB（旧：名古屋タレントビューロー）及びゆーりんプロに所属していた。

## 略歴
- 1990年度 - 中部CM合同研究会新人賞受賞。
- 1996年度 - 中部CM合同研究会タレント賞受賞。

## 人物
キャラクターボイスからナレーションまでこなす。名古屋市に拠点を置き続けて30年以上活動を続けており、名古屋のテレビ番組のナレーションを数多くこなしているほか、北海道芸術高等学校名古屋サテライトキャンパスの声優コースの講師も務める。
2019年3月30日、自身初の単独朗読会『朗読の夕べ「言の葉」 -春-』を開催した。

## 出演作品

### テレビ番組
- パブピペポ（テレビ愛知)　ナレーション
- メリおっと!たいそう(テレビ愛知)　メリ夫、歌

CM、VPナレーション、アフレコ吹き替え、など多数

### テレビ番組（終了）
- 教えて!メリ夫くん(テレビ愛知)　メリ夫、ナレーション
- 天才クイズ(中部日本放送)　アシスタント
- 土曜マガジン パロパロ(テレビ静岡)　ナレーション
- パチンコNOWTV(中部日本放送)　ナレーション
- メリ夫のエコエコ大図鑑(テレビ愛知)　ナレーション
- ラブリーパブリー(中京テレビ)　ナレーション

### CM
- テレビ愛知エコキャンペーン

### 吹き替え
- ベニー・ヒル・ショー
- ゆかいなルディー